# نيكولا إكلموفيتش
نيكولا إكلموفيتش (بالمجرية: Nikola Eklemović) مواليد 8 فبراير 1978 في بلغراد، جمهورية يوغوسلافيا الاشتراكية الاتحادية، هو لاعب كرة يد مجري صربي. مثل منتخب صربيا في بطولة أوروبا لكرة اليد للرجال 2004 وبعد أن حصل على الجنسية المجرية في 2007 مثل منتخب المجر في بطولة أوروبا لكرة اليد للرجال 2008.